# Rijksinspectie Digitale Infrastructuur
De Rijksinspectie Digitale Infrastructuur (RDI) is een Nederlandse overheidsorganisatie die verantwoordelijk is voor het toezicht op de Nederlandse digitale infrastructuur. De organisatie is onderdeel van het ministerie van Economische Zaken. Plaatsen van vestiging zijn Groningen en Amersfoort.
De RDI is uitvoerder en toezichthouder in de digitale infrastructuur. Door de toenemende digitalisering veranderde de maatschappelijke opgave van de RDI. Daarom werd per 1 januari 2023 de naam gewijzigd van Agentschap Telecom naar Rijksinspectie Digitale Infrastructuur. Bestaande taken bleven behouden en het toezicht op telecom- en cybersecurity, digitale veiligheid van (slimme) apparaten werd toegevoegd. 
De RDI staat voor een veilig verbonden Nederland. Een goed werkende digitale infrastructuur is belangrijk voor Nederland. De RDI zorgt voor beschikbaarheid, continuïteit, en betrouwbaarheid van deze digitale infrastructuur. Zodat iedereen kan vertrouwen op een veilige werking ervan. De Rijksinspectie adviseert over wet- en regelgeving, voert die uit en houdt er onafhankelijk en onpartijdig toezicht op. Want de samenleving moet kunnen rekenen op een toezichthouder die maatschappelijke vraagstukken rond de digitale infrastructuur signaleert en agendeert, kwetsbare belangen beschermt en vroegtijdig risico’s onderkent. 

## Werkveld
Het werkveld van de RDI is breed: van de bereikbaarheid en continuïteit van telecomnetwerken, frequentieveilingen mobiele communicatie, cyberveiligheid, EMV-metingen, veiligheidseisen radioapparatuur, omroep en digitale radio, ruimtevaart, luchtvaart, maritiem, graafwerkzaamheden, metrologie (betrouwbaar meten) tot aan waarborg (keurmerken op edelmetalen). 
Telecommunicatie gaat via radiofrequenties in de lucht (de ether) en door kabels in de grond of op de bodem van de zee. Frequenties worden gebruikt voor bijvoorbeeld mobiele telefonie, mobiel internet, radio- en televisie-uitzendingen en radar. De RDI reguleert en controleert het gebruik van radiofrequenties in Nederland. De organisatie stelt richtlijnen op en geeft vergunningen af voor het gebruik van frequentieruimte en heeft hier ook een controlerende taak. Ook controleert de organisatie de handel in elektronische apparatuur, aftappen, en de Wet informatie-uitwisseling ondergrondse netten (Wibon).  
Wat betreft de handel in elektronische apparatuur is de organisatie verantwoordelijk voor de controle of apparatuur voldoet aan de verplichtingen van de EMC-richtlijn en Radio Equipment Directive (RED). Bovendien onderzoekt en behandelt de Rijksinspectie storingsmeldingen van burgers en vergunninghouders op het gebied van EMC.  
Het werkveld van de RDI is in ontwikkeling. Denk aan digital trust, energietransitie, ASR (Afbouw Salderingsregeling) en toezicht op cybersecurity, wet digitale overheid, Europese eID Wallet en kunstmatige intelligentie. 

## Wettelijke bevoegdheden en taakveld
De RDI houdt toezicht op basis van:  
- eIDAS verordening (Electronic Identification and Trust Services)
- ETD-stelsel (Afsprakenstelsel Elektronische Toegangsdiensten)
- Telecommunicatiewet, inclusief de aangescherpte zorgplicht Telecom Security
- Wbni (Wet beveiliging netwerk- en informatiesystemen)
- RED (Radio Equipment Directive)
- EMC-richtlijn (elektromagnetische compatibiliteit)
- LVD-richtlijn (Low Voltage Directive)
- WIBON (Wet Informatie-uitwisseling Boven- en Ondergrondse Netten en netwerken)
- Metrologiewet
- Waarborgwet
- Wet Ruimtevaartactiviteiten

De RDI bereidt zich voor op de volgende toezichtstaken:   
- Wet digitale overheid (wet do)
- Cyber Security Act. De RDI is de National Cyber Certification Authority (NCCA)
- Cyber Resilience Act (CRA)
- Europese eID wallet
- Afbouw Salderingsregeling (ASR)
- Digitale veiligheid van apparatuur (IoT) á uitbreiding van de RED
- Netwerk en Informatie Systeem 2 (NIS2)
- AI Act
- Toegankelijkheidsrichtlijn

## Caribisch Nederland
De RDI is uitvoerder van en toezichthouder voor telecommunicatie voor Bonaire, Sint-Eustatius en Saba (BES-eilanden, vormen samen Caribisch Nederland). De RDI geeft uitvoering aan de Wet Telecommunicatievoorzieningen BES en ziet toe op de naleving ervan. Deze wet is gebaseerd op de wetgeving die gold op de Antillen en wijkt daardoor af van de Telecommunicatiewet die in Nederland van kracht is. 

## Geschiedenis
De organisatie is in 1929 opgericht als Radiocontroledienst van het Staatsbedrijf der PTT (RCD) met het hoofdkantoor in Den Haag. In Nederhorst den Berg was het luisterstation gevestigd. Halverwege de jaren 70 van de vorige eeuw besloot de regering om de werkloosheid in de noordelijke provincies terug te dringen door overheidstaken te spreiden. De PTT afdeling Directoraat Kabel en Verbindingen (DKV), later + Radio (DKRV), werd hierom verplaatst naar Amersfoort en het RCD-hoofdkantoor werd verplaatst naar Groningen. In 1982 werden regionale vestigingen van de RCD geopend in Zwolle voor Noord-Nederland en in Eindhoven voor Zuid-Nederland. Nederhorst den Berg werd de vestiging voor Midden-Nederland.
De Radiocontroledienst had verschillende taken, maar was vooral gevreesd onder zendpiraten, die de dienst de codenaam "de witte muizen" gaven. Van 1976 tot 1981 werden luisterposten van de Bijzonder Radio Dienst (BRD) geïntegreerd in de RCD. In 1989 werd KSR (Kust- en Scheepsradio) toegevoegd, met als vestigingsplaats Capelle aan den IJssel. Bij privatisering van de PTT werd de RCD afgesplitst en ondergebracht bij het ministerie van Verkeer en Waterstaat en werd de naam gewijzigd in Directie Operationele Zaken, onderdeel van de Hoofddirectie Telecommunicatie en Post (HDTP). Later werd deze naam veranderd in Rijksdienst voor Radiocommunicatie (RDR) en Divisie Telecom als onderdeel van de Inspectie Verkeer en Waterstaat (IVW). In juli 2002 werd de dienst als zelfstandig agentschap ondergebracht bij het ministerie van Economische Zaken, genaamd Agentschap Telecom. Bij een reorganisatie in 2005 is weer gekozen voor centralisatie. Amersfoort werd nu de centrale vestiging, met Groningen als hoofdkantoor. De lokale districtskantoren te Zwolle, Eindhoven en Capelle aan den IJssel en de historische RCD-vesting Nederhorst den Berg (NERA) werden opgeheven. 
Door de toenemende digitalisering veranderde de maatschappelijke opgave van Agentschap Telecom. Daarom werd per 1 januari 2023 de naam gewijzigd naar Rijksinspectie Digitale Infrastructuur (Engels: Dutch Authority for Digital Infrastructure). Bestaande taken bleven behouden en het toezicht op telecom- en cybersecurity, digitale veiligheid van (slimme) apparaten werd toegevoegd.